# Nehela atrovenosa
Nehela atrovenosa är en insektsart som beskrevs av Melichar 1903. Nehela atrovenosa ingår i släktet Nehela och familjen dvärgstritar. Inga underarter finns listade i Catalogue of Life.